# کنسولگری سابق بریتانیا در کرمانشاه
کنسول‌گری بریتانیا در کرمانشاه یک مکان دیپلماتیک و سیاسی در شهر کرمانشاه بود که در دوره‌ای زیر نظر سفارت بریتانیا در تهران و در دوره‌ای نیز به صورت مستقل به فعالیت می‌پرداخت. این کنسولگری در سال ۱۹۰۵ تأسیس شد و تا ۱۹۷۳ میلادی (۱۳۵۲ خورشیدی) به فعالیت پرداخت.

## تاریخچه
سابقۀ حضور انگلیسی‌ها در منطقۀ کرمانشاه به سدۀ نوزدهم و عصر محمدشاه قاجار بازمی‌گردد. به مدتی طولانی نمایندگان نظامی و تجاری بریتانیا در کرمانشاه حضور داشتند. با این وجود کنسولگری بریتانیا در شهر کرمانشاه در سال ۱۹۰۴ تأسیس شد. در سال ۱۹۰۷ یک ساختمان استیجاری ۸۷ ساله در زمینی به وسعت ۸ آکر خریداری شد و در سال ۱۹۰۹ کنسولگری بریتانیا از حکومت هند به دفتر امور منتقل شد. ساختمان‌ها در ۱۹۱۳ ساخته شدند، اما منزل کنسول در جریان تصرف شهر توسط نیروهای ترک عثمانی در سال ۱۹۱۷ تخریب شد. کنسولگری جدید با هزینه‌ای نزدیک به ۱۲ هزار پوند در ۱۹۲۶ تکمیل شد. به گزارش منبعی سوئیسی در سال ۱۹۵۳ ساختمان‌ها در وضعیتی خوب، اما بسیار غبارآلود بوده‌اند. در سال ۱۹۵۹ قرارداد اجاره به مبلغی اندکی کمتر از ۱۰۰ هزر پوند واگذار شده‌است.

## مکان
کنسول‌گری انگلستان، در میدان شهناز (غدیر کنونی) ابتدای خیابان شریعتی، در باغی که پیش از این باغ شهر نامیده می‌شد واقع شده بود. این مکان هم‌اکنون به ساختمان مرکزی شهرداری کرمانشاه تغییر کاربری یافته‌است.

## سرکنسول گران
فهرست زیر، نمایندگان سیاسی انگلستان در کرمانشاه را نشان می‌دهد:
| نام نماینده               | سمت                                                                  | از سالِ          | تا سالِ          |
| ------------------------- | -------------------------------------------------------------------- | --------------- | --------------- |
| سر هنری کرسویک راولینسن   | عضو هیئت نظامی انگلستان در ایران - فرماندهٔ نیروهای مستقر در کرمانشاه | ۱۸۳۹            | ؟               |
| آقا حسن وکیل الدوله       | نمایندهٔ کنسول                                                        | ؟               | ۱۸۸۰            |
| حاج عبدالرحیم وکیل الدوله | نمایندهٔ کنسول                                                        | ۱۸۸۰            | ۱۸۹۲            |
| یاسنت لویی رابینو         | نمایندهٔ کنسول                                                        | ۱۸۹۲            | ۲۳ فوریهٔ ۱۹۰۳   |
| یاسنت لویی رابینو         | کفیل نیابتی کنسولگری                                                 | ۲۳ فوریهٔ ۱۹۰۳   | ۲۵ مارس ۱۹۰۴    |
| هاک آگوستوس کپل گاف       | نایب کنسول                                                           | ؟               | ۲۳ مارس ۱۹۰۴    |
| هاک آگوستوس کپل گاف       | نایب کنسول                                                           | ۲۳ مارس ۱۹۰۴    | ۱۱ ژوئن ۱۹۰۴    |
| ؟                         | ؟                                                                    | ۱۱ ژوئن ۱۹۰۴    | ۱۹۰۵            |
| لیونل برکلی هال هاورث     | کنسول                                                                | ۱ اکتبر ۱۹۰۶    | ۳۰ سپتامبر ۱۹۰۶ |
| هاروارد کرسل              | نایب کنسول                                                           | ۲۴ مه ۱۹۰۷      | ۳۱ ژوئیهٔ ۱۹۰۹   |
| ویلیام مک دوگال           | کنسول                                                                | ۳۱ ژوئیهٔ ۱۹۰۹   | ؟               |
| ناکس جئوفری جورج          | سرپرست کنسولگری                                                      | ۱۹۱۰            | ؟               |
| راجر لوید کینون           | مسئول کنسولگری                                                       | اوت ۱۹۱۷        | سپتامبر ۱۹۱۸    |
| جیمز لسلی روزویر          | کنسول                                                                | ۲۶ سپتامبر ۱۹۱۸ | ؟               |
| کوان نوئل پاتریک          | کنسول                                                                | ۲۷ ژانویه       | دسامبر ۱۹۳۰     |
| ورال نیوتون               | کفیل کنسولگری                                                        | اکتبر ۱۹۲۲      | ۹ مه ۱۹۲۳       |
| جان فیلیپ گوردون فینچ     | مسئول کنسولگری                                                       | ۲۲ مه؟          | ۱۷ ژوئن ۱۹۲۷    |
| هارولد آلن دیلک هویلند    | مسئول کنسولگری                                                       | ۲۸ نوامبر ۱۹۳۰  | ۱۷ آوریل ۱۹۳۱   |
| هارولد آلن دیلک هویلند    | کنسول                                                                | ۱۷ آوریل ۱۹۳۱   | ؟               |
| چارلز الکساندر گالت       | کفیل کنسولگری                                                        | ۶ آوریل ۱۹۳۳    | ۷ نوامبر ۱۹۳۳   |
| کریستوفر هنری سامرهیز     | کنسول                                                                | ؟               | ؟               |
| کریستوفر هنری سامرهیز     | کفیل کنسولگری                                                        | ۱۷ ژانویهٔ ۱۹۳۴  | ؟               |
| چارلز الکساندر گالت       | کفیل کنسولگری                                                        | ؟               | ۱۹۳۵            |
| جان فرانسیس رابرت وگان    | کنسول                                                                | ؟               | ۱۱ ژانویهٔ ۱۹۳۶  |
| آلفرد جان کاردنر          | کفیل کنسولگری                                                        | ۲۰ اوت ۱۹۳۷     | ۲۵ سپتامبر ۱۹۳۷ |
| رودیگ فرانسیس گیسبرت سارل | نایب کنسول                                                           | ۲ اکتبر ۱۹۳۸    | ۲۲ اکتبر ۱۹۳۸   |
| کنت جان سیمپسون           | کفیل کنسولگری                                                        | ؟               | ۱۹۳۹            |
| ادوارد پار ویلتشایر       | کفیل کنسولگری                                                        | ۱۹۳۹            | ۱۹۳۹            |
| ویلیام هیلاری یانگ        | مسئول کنسولگری                                                       | ۱۰ ژوئن ۱۹۳۹    | ۱۴ سپتامبر ۱۹۳۹ |
| فردریک هربرت گمبل         | نایب کنسولگری                                                        | ۱۹۴۲            | ۱۹۴۲            |
| فردریک هربرت گمبل         | مسئول کنسولگری                                                       | ۱۹۴۳            | ۱۹۴۳            |
| فرانک آلن گرافتون کوک     | کنسول                                                                | ۱ ژوئن ۱۹۴۲     | ؟               |
| آلبرت اسپنس کالورت        | کنسول                                                                | ۳۰ اوت ۱۹۴۳     | ؟               |
| ایدن آلن جان              | نایب کنسول                                                           | ۱ ژانویهٔ ۱۹۴۴   | ؟               |
| آرچیبالد ویلیام دیویس     | نایب کنسول                                                           | ۱ ژانویهٔ ۱۹۴۴   | ۱۱ فوریهٔ ۱۹۴۴   |
| بویل جی سی                | کفیل نایب کنسول                                                      | ۲۸ فوریهٔ ۱۹۴۵   | ؟               |
| ای دابلیو فلچر            | ؟                                                                    | ؟               | ؟               |
| لنسلوت فرانکلی پیمن       | کفیل کنسولگری                                                        | ۱۳ آوریل ۱۹۷۳   | ۲۰ اوت ۱۹۷۳     |

همچنین در دوره‌های مختلف، کنسولگری بریتانیا در کرمانشاه در شهرهای قصر شیرین و کرند نیز دارای نمایندهٔ سیاسی بوده‌است:
| نام نماینده      | سمت                  | از سالِ          | تا سالِ          |
| ---------------- | -------------------- | --------------- | --------------- |
| سوئن الی بانیستر | نایب کنسول قصر شیرین | ۱۸ اوت ۱۹۱۱     | ۳۱ مه ۱۹۲۱      |
| جی ای بیکر       | نمایندهٔ کنسول کرند   | ۲۶ سپتامبر ۱۹۲۱ | ۲۰ سپتامبر ۱۹۲۲ |

## وقایع
- در جریان انقلاب مشروطه، گروهی از مشروطه خواهان در مکان کنسولگری انگلستان در کرمانشاه تحصن کردند. در این زمان سیف‌الدوله حاکم کرمانشاه از مخالفان مشروطه بود و با تحریک برخی از خوانین و عشایر به مشروطه خواهان حمله می‌کرد. در حدود ۲۰۰۰ نفر از مشروطه خواهان با همراهی یک روحانی مشروطه خواه به نام محمدمهدی فیض‌مهدوی از ترس جان به کنسولگری انگلیس پناه آوردند. در نتیجهٔ اعتراضات کنسولگری انگلیس و شکایات متحصنین و مردم، سیف‌الدوله مستبد عزل گردید و ظهیرالدوله که مردی آزادی‌طلب بود به جای او منصوب گردید.
- در جریان تصرف شهر کرمانشاه توسط نیروهای ترک عثمانی در سال ۱۹۱۷ منزل کنسول بریتانیا در محل کنسولگری تخریب شد.[۲]